# Vasile Pușcașu
Vasile Pușcașu (ur. 2 maja 1956 w Bârsănești) – rumuński zapaśnik. Dwukrotny medalista olimpijski.
Walczył w stylu wolnym, w kategorii ciężkiej (do 100 kilogramów). Brał udział w trzech igrzyskach (IO 80, IO 84, IO 88), na dwóch zdobywał medale. Triumfował w 1988 i był trzeci cztery lata wcześniej. Pięciokrotnie uczestniczył na mistrzostwach świata. Był srebrnym (1987) i brązowym (1977, 1979) medalistą. Stawał na podium mistrzostw Europy (srebro w 1987, brąz w 1978, 1979). Trzeci na Uniwersjadzie w 1977 roku.
- Turniej w Moskwie 1980

Wygrał z Frankiem Anderssonem ze Szwecji i Chorloogijnem Bajanmönchem z Mongolii, a przegrał z Haraldem Büttnerem z NRD i Czechosłowakiem Júliusem Strnisko.
- Turniej w Los Angeles 1984

Dwukrotnie przegrał z Syryjczykiem Josephem Atiyehem a wygrał z Kartarem Dhillonem Singhem z Indii i Turkiem Hayrim Sezginem.
- Turniej w Seulu 1988

Zwyciężył Maisibę Obwogę z Kenii, Wilfrieda Collinga z RFN, Georgiego Karaduszewa z Bułgarii, Istvána Robotkę z Węgier, Williama Scherra z USA i Leri Chabiełowa z ZSRR.